# Tsou

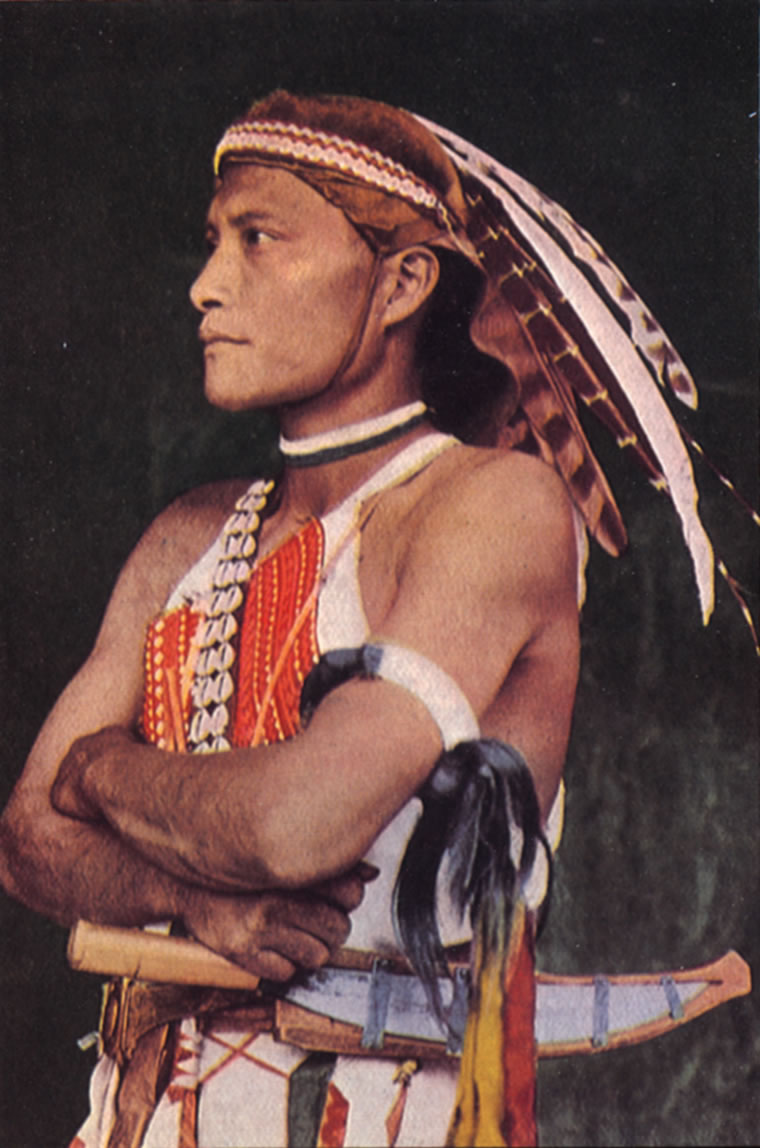
Młodzieniec z ludu Tsou, fotografia wykonana przed 1945 r.

Tsou (chiń. 鄒; pinyin Zōu) – rdzenna grupa etniczna zamieszkująca Tajwan, zaliczana do Aborygenów tajwańskich. Zamieszkują górzyste tereny w paśmie Alishan Shanmai, na pograniczu powiatów Jiayi i Nantou. Ich liczebność szacowana jest na ponad 7 tysięcy. Posługują się własnym językiem tsou, dzielącym się na trzy samodzielne dialekty (tsou, kanakanabu i saaroa), niewykazujące bliższych podobieństw do innych języków tajwańskich.
Tsou stanowią mocno zróżnicowaną kulturowo i dialektycznie grupę, nie posiadającą wspólnej świadomości. W przeszłości byli łowcami głów. Do tradycyjnych zajęć należały myślistwo, rybołówstwo i hodowla zwierząt, uprawiali także ziemię stosując gospodarkę wypaleniskową. Dziś zajmują się głównie uprawą ryżu. Tradycyjne społeczeństwo Tsou miało patrylinearny charakter, uprzywilejowaną rolę w nim odgrywali wodzowie, wojownicy i starszyzna. Centralne miejsce w osadzie stanowił dom mężczyzn, kuba, będący miejscem zebrań, rytuałów i przechowywania zdobytych głów.
Rdzenna religia Tsou miała charakter animistyczny i opierała się na wierze w zasiedlające świat duchy i bóstwa, z którymi kontaktowano się za pośrednictwem szamanów. Współcześnie większość Tsou jest wyznawcami katolicyzmu i różnych odłamów protestantyzmu.